# الزعفرانة (مصر)
الزعفرانة هي إحدى قرى مدينة رأس غارب التي تتبع محافظة البحر الأحمر بجمهورية مصر العربية، تقع جنوب العين السخنة بحوالي 62 كم. وتعد من أهم المناطق النفطية في محافظة البحر الأحمر. ويمر بها بها الكثيرون للوصول إلى أديرة الأنبا أنطونيوس والأنبا بولا.

## المنارة
يوجد بالقرية فنار رأس الزعفرانة الذي بُني في 1862 ويصل طوله إلى 25 م.
خلال 2021 مقابل تنفيذ مشروعات بديلة.
وتتميز مدينة الزعفرانة بوجود عدد كبير من المواد الخام الهامة لتنمية الصناعة المحلية في مصر مثل الفوسفات والمنجنيز اللذان يظهران بوضوح في التراكيب الصخرية لشاطئ المدينة على البحر الأحمر.
في 9 سبتمبر 1969 تعرضت الزعفرانة لغارة إسرائيلية برية ضمن أحداث حرب الاستنزاف.

## معرض صور

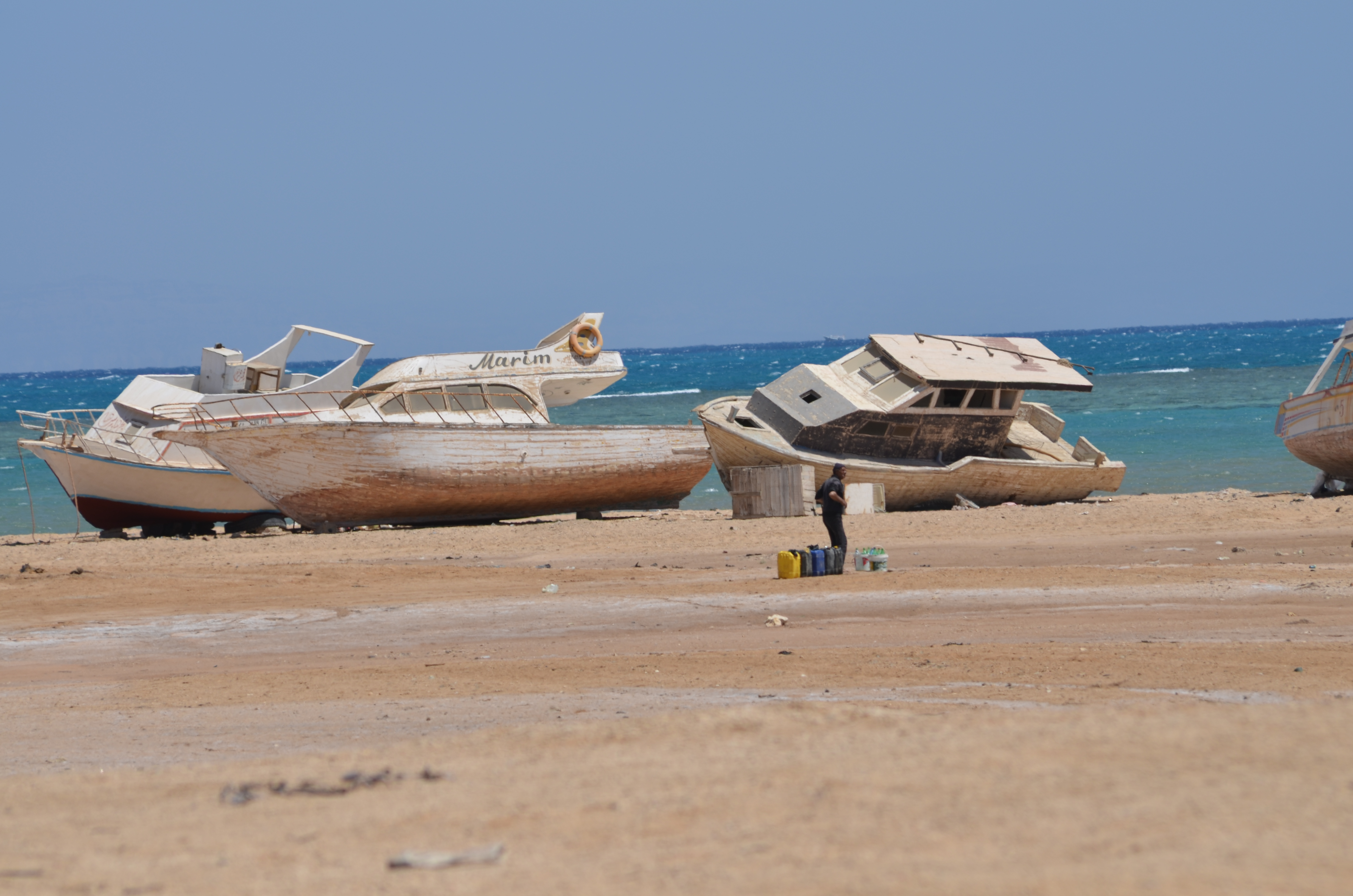
مراكب على ساحل الزعفرانة
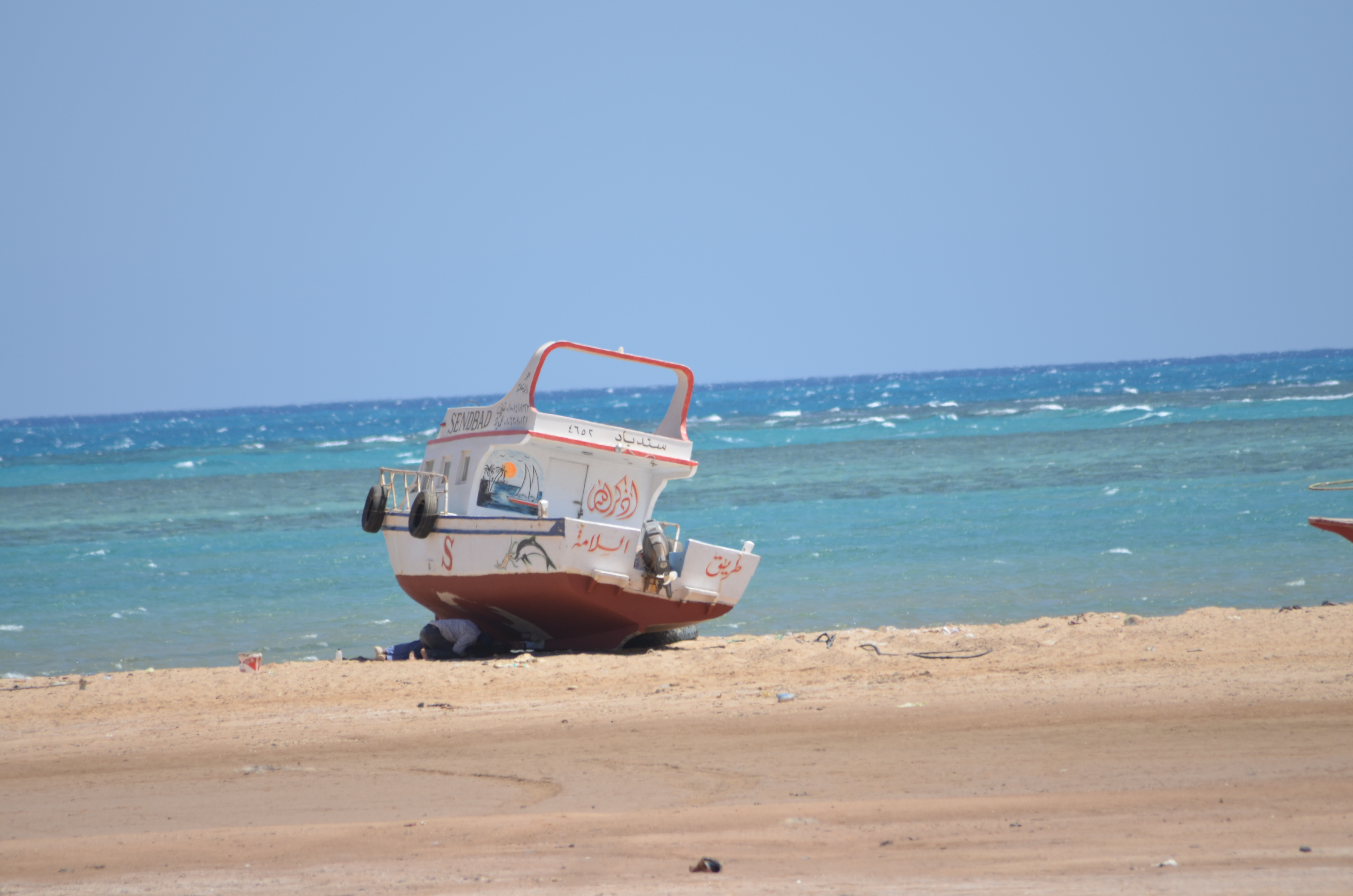
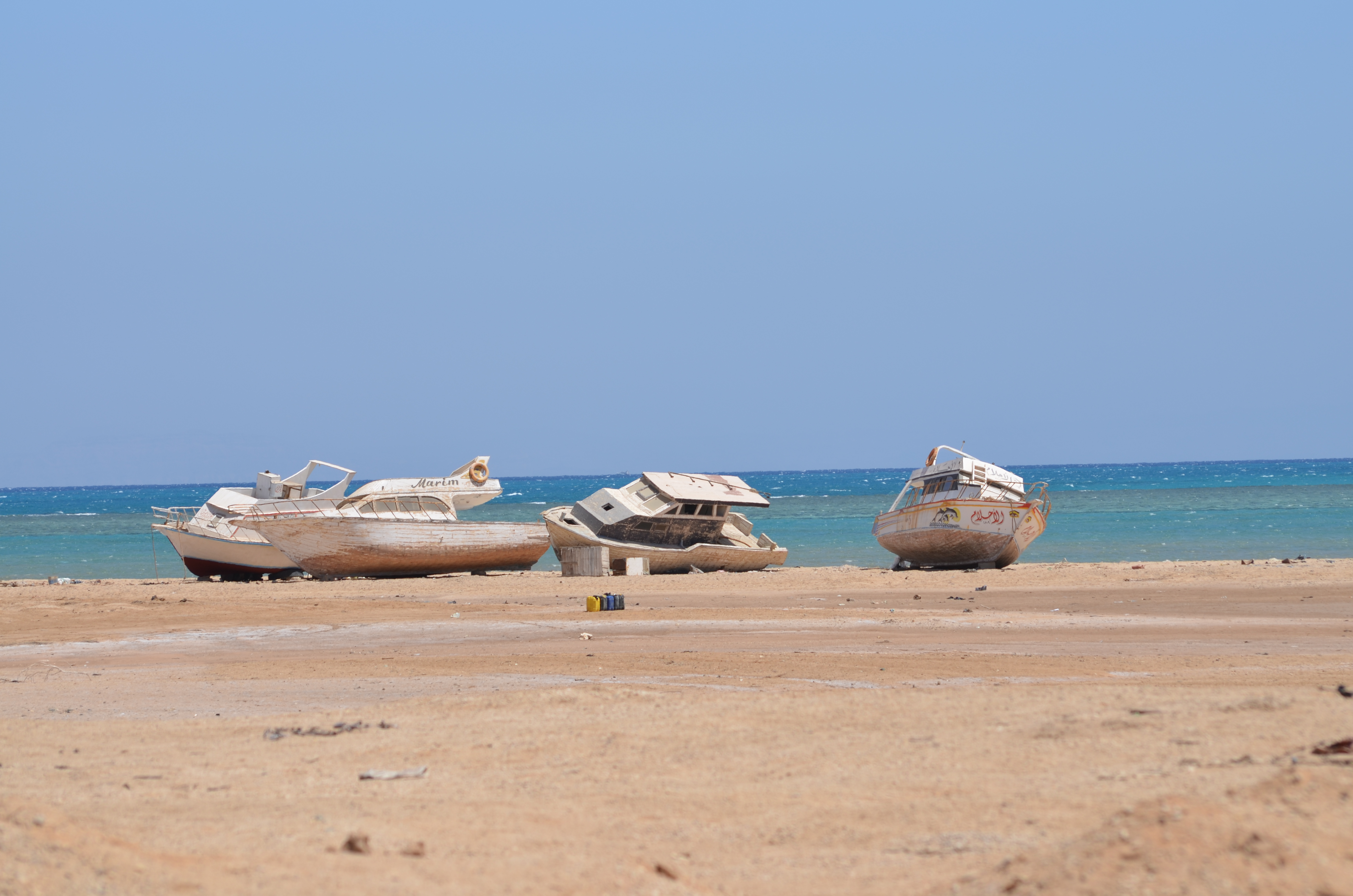
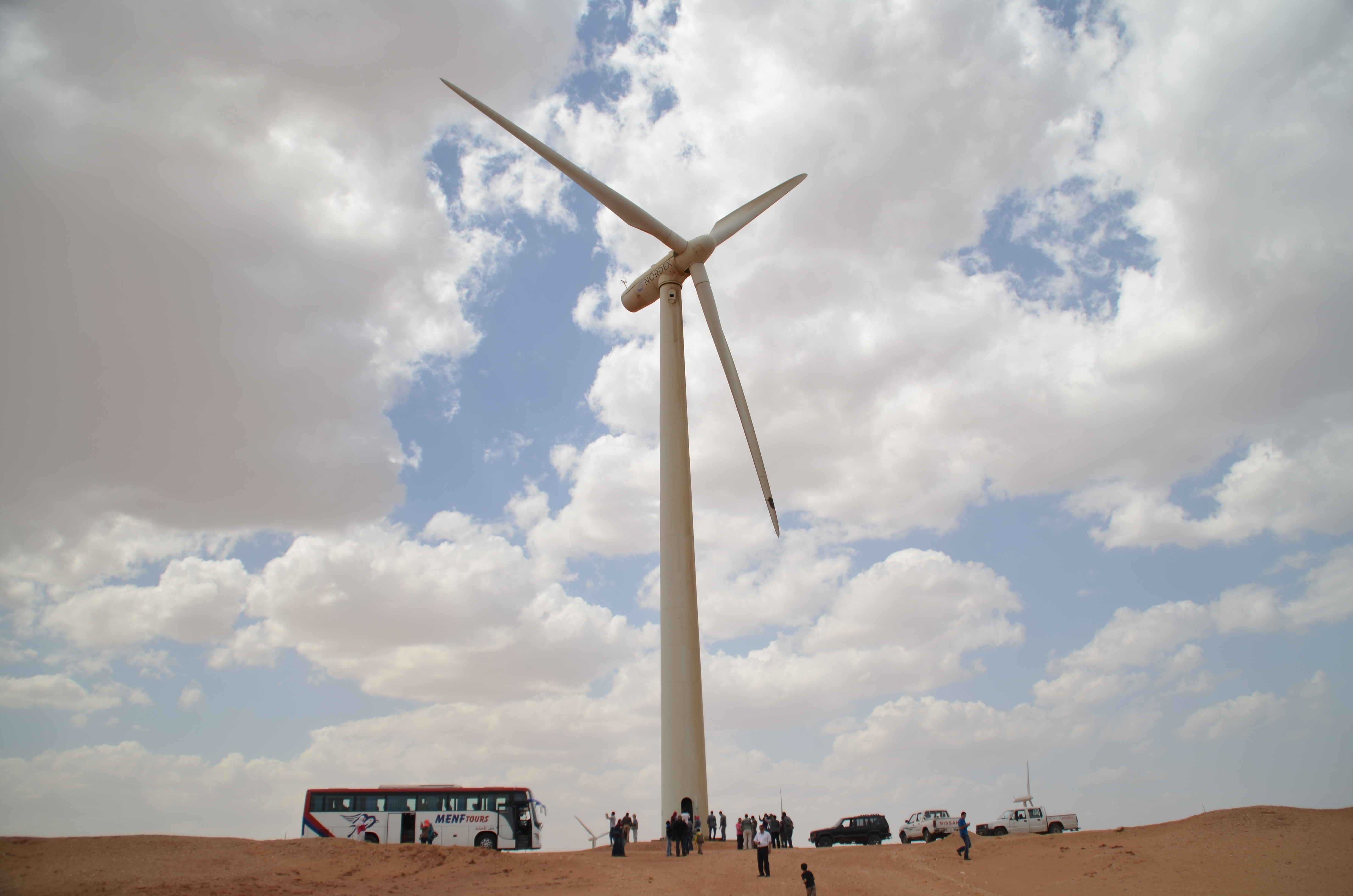
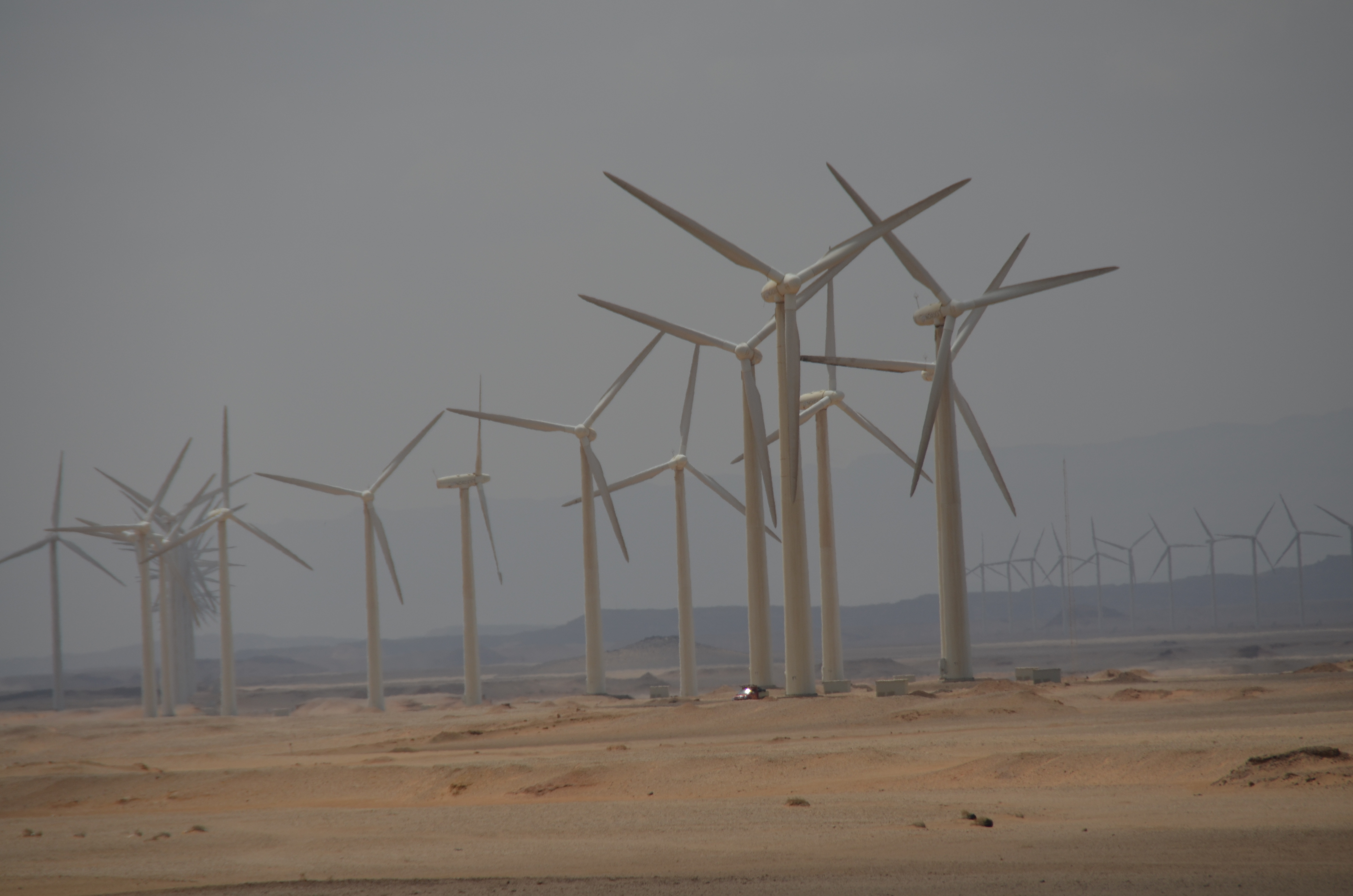
توربينات الرياح في الزعفرانة
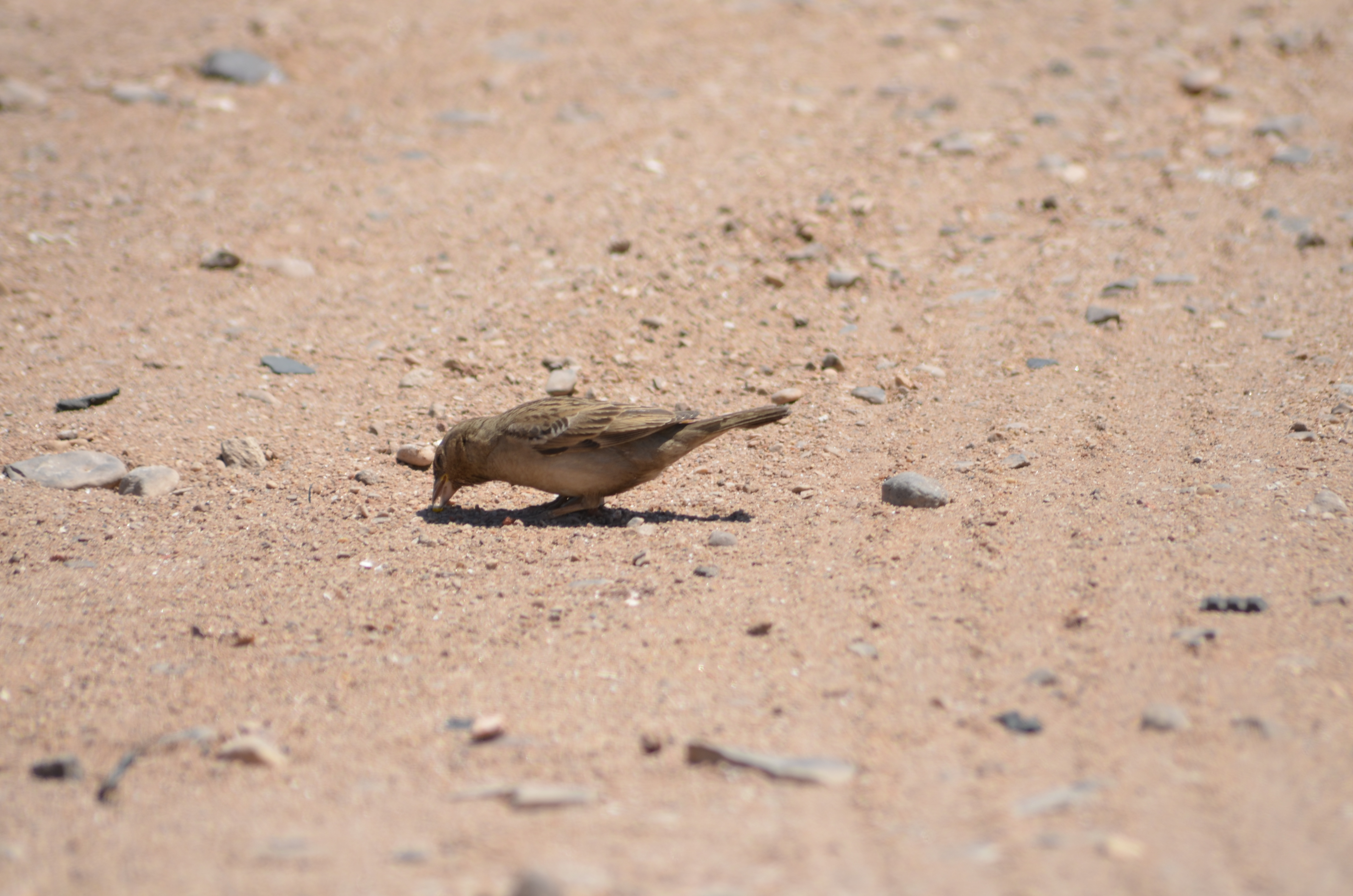
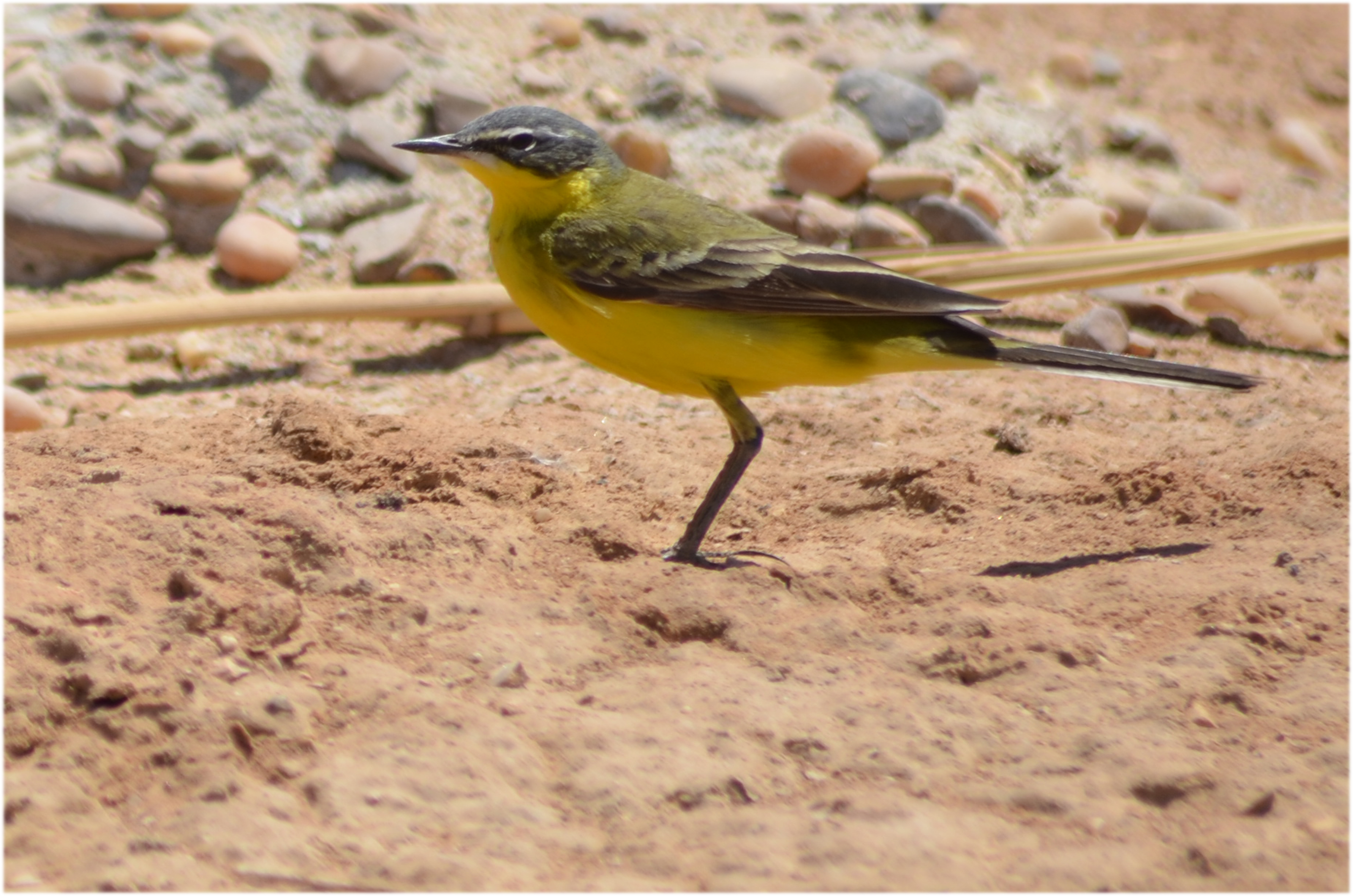

## وصلات خارجية
- الاتفاق المصري الياباني لإنشاء محطات طواحين هوائية في الزعفرانة
- التقسيم الجغرافي لمحافظة البحر الأحمر